# 費德里柯·莫里拉尼
費德里柯·莫里拉尼（西班牙語：Federico Molinari，1984年1月11日—）是一名阿根廷體操運動員，曾代表國家參加2012年倫敦奧運的男子自由體操比賽及男子吊環比賽，並未獲得獎牌